# Budzistowo
Budzistowo is een plaats in het Poolse district  Kołobrzeski, woiwodschap West-Pommeren. De plaats maakt deel uit van de gemeente Kołobrzeg en telt 420 inwoners.